# Кфар-Сава
Кфар-Сава́ (івр. כְּפַר סָבָא, дос. «Село Сави», від прізвища Сава́) — невелике місто в Ізраїлі, розташоване в Центральному окрузі. Дуже часто невірно вимовляють «Кфар-Са́ба» (в такому звучанні це дослівно перекладається «дідове село»), зміняючи наголос та вимову літери ב («бет»).

## Географія
Кфар-Сава — місто в південній частині долини Шарон, розташоване приблизно за 10 км на північ від Петах-Тікви і 15 км від Тель-Авіва.

## Вчора та сьогодні
«Кфар-Сава» згадується Йосипом Флавієм як древня назва розташованого тут грецького міста. При археологічних розкопках за 2 км від центру міста виявлені залишки будов римського періоду. Перші землі Кфар-Сави були придбані євреями в 1892 році за кошти барона Ротшильда і використовувались для сільськогосподарських цілей — під виноградники, маслинові, міндальні та цитрусові плантації. Перші поселенці жили в глинобитных бараках. В 1913 році були побудовані перші 12 будинків Кфар-Сави. В 1937 році поселення нараховувало 3 000 жителів, в 1962 Кфар-Сава отримала статус міста.
Рівень життя в Кфар-Саві вище середнього по країні, великі масиви плантацій та садів, які збереглися донині, надають Кфар-Саві подоби міста-саду. На східній окраїні міста виросла значна індустріальна зона і густонаселені житлові квартали.
Дві залізничні станції.

## Населення
Чисельність населення — 80 700 мешканців (2005). Більшість (96.1 %) складають євреї. Близько 14 % населення — репатріанти з колишнього СРСР.
Віковий склад:
| Вікова група | %% серед населення |
| ------------ | ------------------ |
| 0-4          | 7.1                |
| 5-9          | 6.7                |
| 10-14        | 7.5                |
| 15-19        | 7.5                |
| 20-29        | 16.3               |
| 30-44        | 18.0               |
| 45-59        | 20.8               |
| 60-64        | 3.3                |
| старше 65    | 11.7               |

## Житло

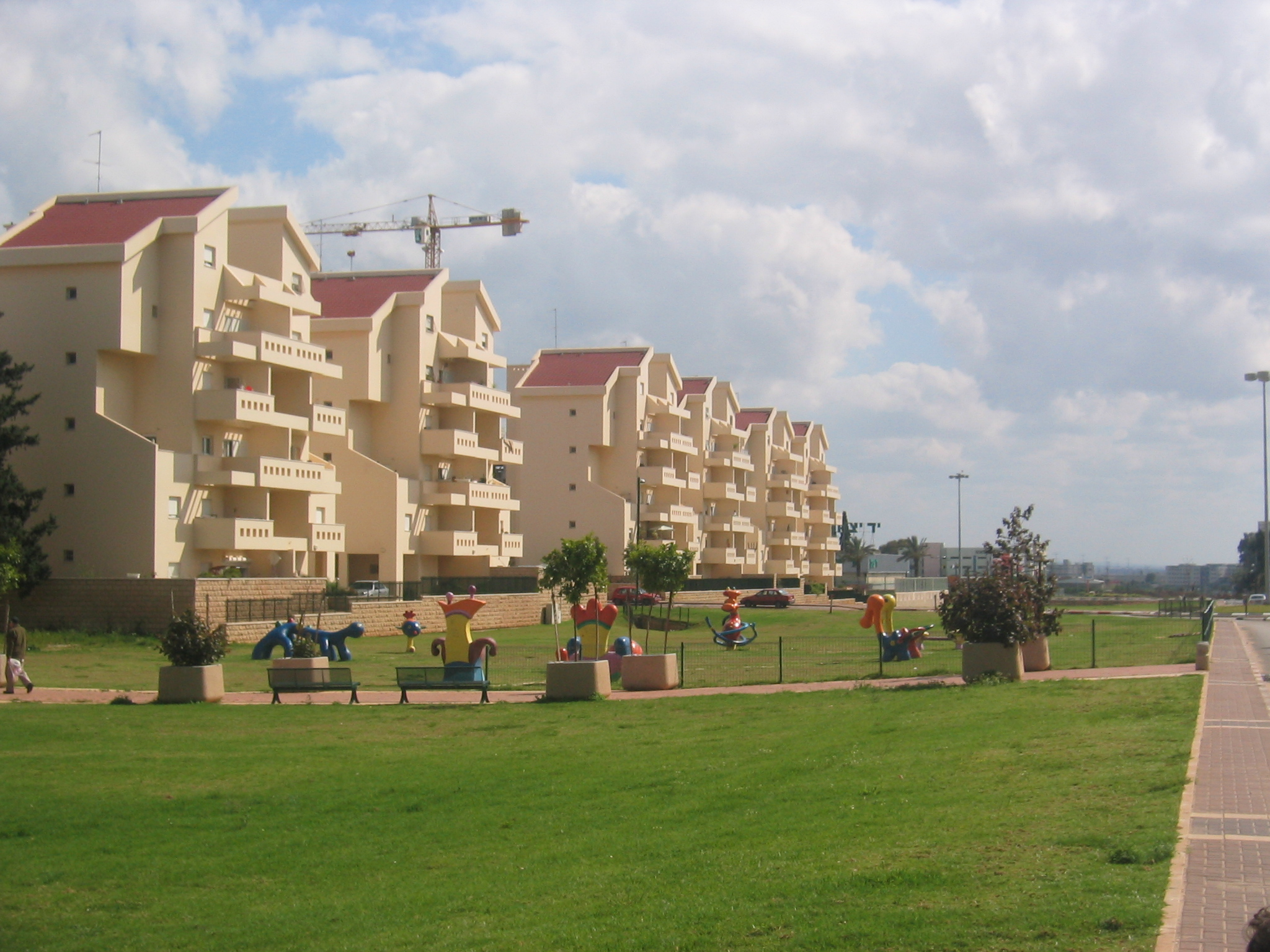
Неве-Адарім, новий мікрорайон у Кфар-Саві

В Кфар-Саві будується досить дороге і якісне житло, рівень муніципальних послуг також знаходиться тут на високому рівні. Серед ізраїльських молодих сімей місто популярне як зручне і досить престижне місце проживання. Тут будуються нові мікрорайони, квартири в яких користуються підвищеним попитом. Середня ціна 3-кімнатної квартири для винайму — 500—600 доларів, на покупку — 160—200 тис. доларів (застарілі данні).

## Міста-побратими
- Делфт, Нідерланди, 1968
- Вісбаден, Німеччина, 1979
- Мюльгайм-ан-дер-Рур, Німеччина, 1979
- Сан-Хосе, Коста-Рика, 1995
- Бейт-Джан[cs], Ізраїль, 2006